# Шайдала
Шайдала (баш. Шайҙалы) — деревня в Белокатайском районе Республики Башкортостан Российской Федерации. Входит в состав Белянковского сельсовета. 

## География

### Географическое положение
Расстояние до:
- районного центра (Новобелокатай): 69 км,
- центра сельсовета (Белянка): 15 км,
- ближайшей ж/д станции (Нязепетровская): 41 км

## Население
| 2002 | 2009 | 2010 |
| ---- | ---- | ---- |
| 108  | ↘69  | ↘48  |

Согласно переписи 2002 года, преобладающие национальности — башкиры (47 %), русские (33 %).